# Рендольф Росс
Рендольф Росс (2001 , Ролі ) — американський легкоатлет, що спеціалізується на спринті, олімпійський чемпіон 2020 року.

## Виступи на основних міжнародних змаганнях
| Рік             | Змагання         | Місце проведення | Місце           | Дисципліна            | Результат       | Примітки        |
| Представник США | Представник США  | Представник США  | Представник США | Представник США       | Представник США | Представник США |
| --------------- | ---------------- | ---------------- | --------------- | --------------------- | --------------- | --------------- |
| 2021            | Олімпійські ігри | Токіо, Японія    | 26 (з.)         | біг на 400 метрів     | 45,67           |                 |
| 2021            | Олімпійські ігри | Токіо, Японія    | 1 (з.)          | естафета 4×400 метрів | 2.57,77         | SB              |